# Trans-Iraanse Spoorlijn

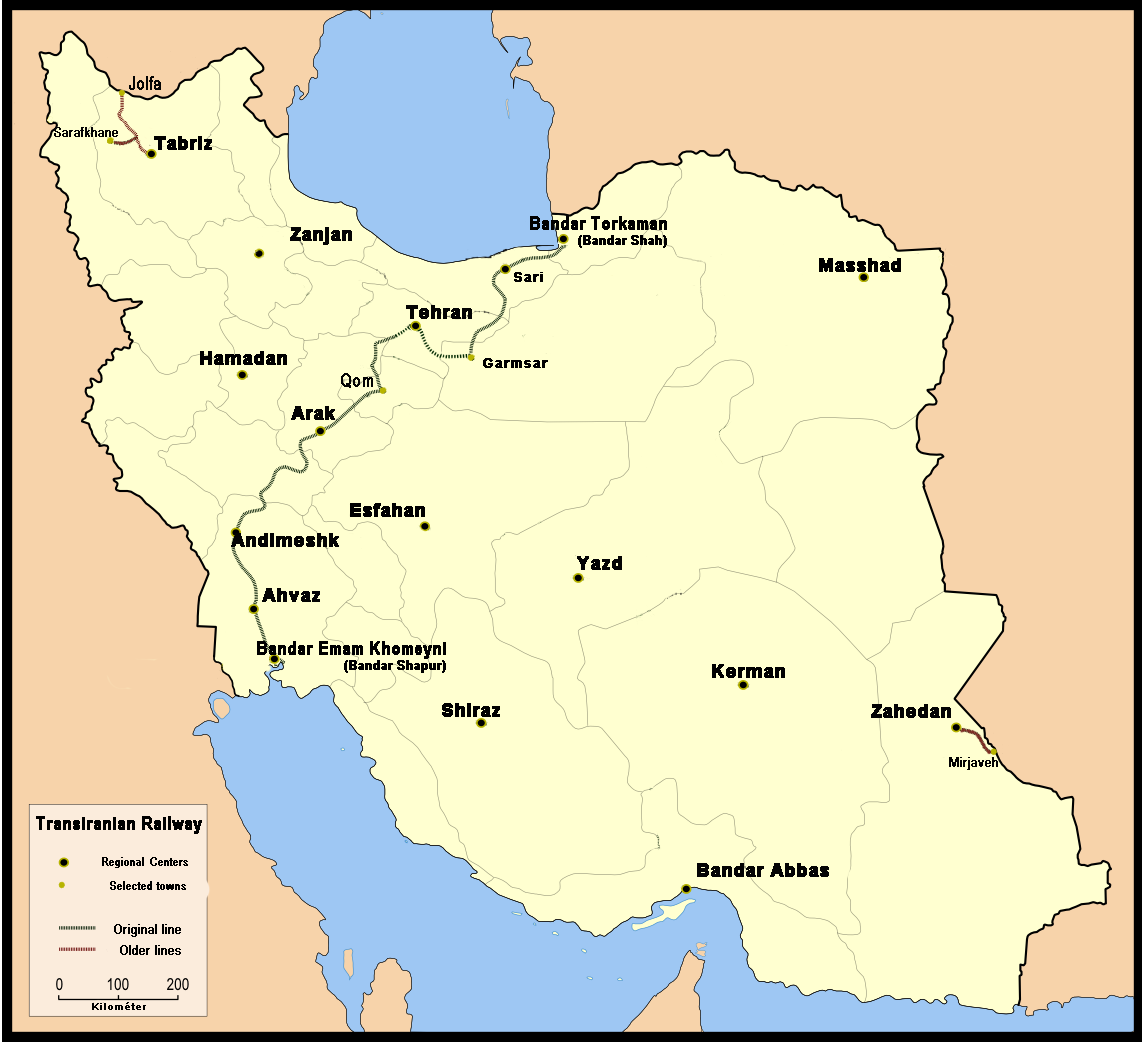
Traject van de Trans-Iraanse Spoorlijn

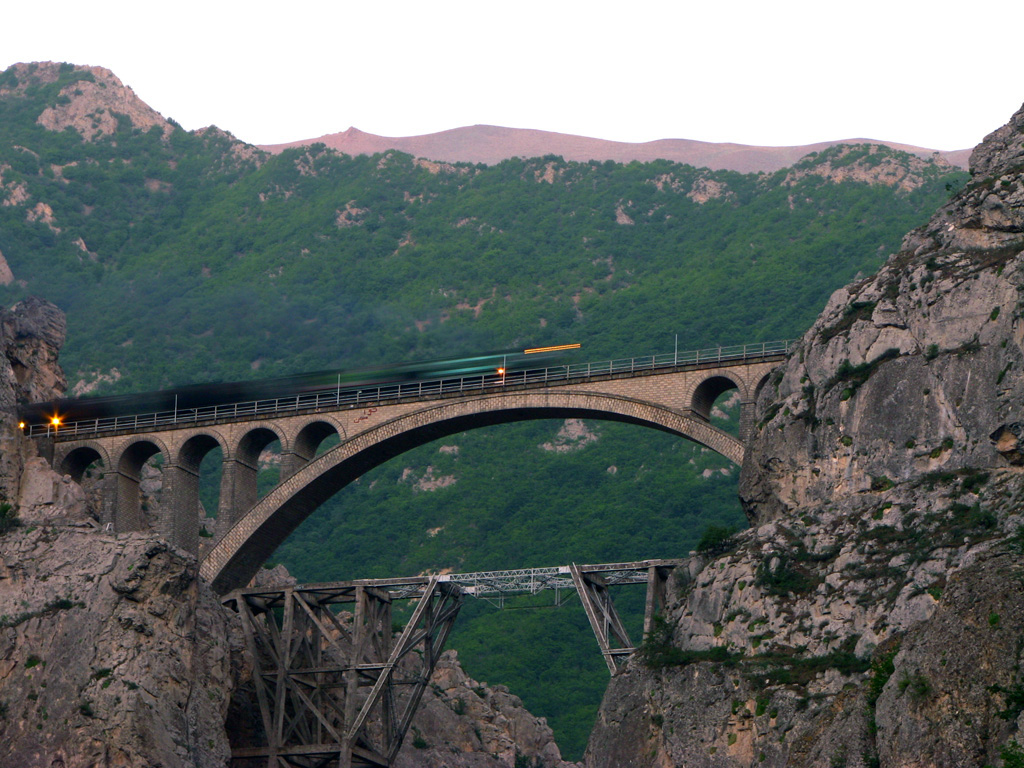
Vereskbrug

De Trans-Iraanse Spoorlijn (Perzisch: راهآهن سراسری ایران) is een spoorlijn dwars door Iran. De aanleg was een groot spoorwegbouwproject dat in 1927 van start ging en in 1938 werd voltooid, onder leiding van de Perzische vorst, Reza Shah.
De spoorlijn met een lengte van 1.394 km verbindt de hoofdstad Teheran met enerzijds Bandar Shahpur (sinds 1979: Bandar Imam Khomeini) aan de Perzische Golf in het zuidwesten en anderzijds Bandar Shah (sinds 1979: Bandar Torkaman) aan de Kaspische Zee in het noordoosten, via Ahvaz en Qom. Het traject doorkruist twee bergketens, rivieren, hooglanden, bossen en vlakten, en vier verschillende klimaatzones. De spoorlijnaanleg is opmerkelijk door zijn omvang en de ingenieurswerken die nodig waren om steile trajecten en andere moeilijkheden te overwinnen. Voor de aanleg ervan moesten in sommige gebieden grote stukken berg worden gehakt, terwijl in andere gebieden het ruwe terrein veel kunstwerken vergde wat leidde tot de bouw van 174 grote bruggen, 186 kleine bruggen en 224 spoorwegtunnels, waaronder 11 spiraaltunnels. Het hoogste punt van de lijn lag op 2.200 meter hoogte, niet ver van Arak.
De spoorlijn werd aangelegd geheel onder Iraanse supervisie met inheemse financiering met kapitaal en belastingsinkomsten, in een succesvolle samenwerking tussen de Iraanse regering en 43 bouwaannemers uit vele landen. Door het ontbreken van buitenlandse investeerders behield Iran ook de volledige controle over de lijn. Voor de financiering werd onder meer vanaf 1925 hoge belasting geheven op thee, suiker en zout, waarbij ook de overheid een monopoliepositie innam aangaande de handel op suiker en thee. Met betrekking tot de uitvoering was een sleutelrol weggelegd voor een consortium van de U.S. Ulen Construction Company in samenwerking met Duitse bedrijven als Bilfinger en Siemens. Door laattijdige betalingen trok Ulen & Co. zich in 1930 terug uit het project. De rol van hoofdaannemer werd overgenomen door het Deense Kampsax, in die periode ook actief in spoorwegprojecten in Turkije.
De spoorlijn was de eigenlijke reden van de Britse-Sovjet invasie van Iran tijdens de Tweede Wereldoorlog in 1941. De neutrale houding van Iran tot de inval verhinderde dat de spoorweg gebruikt kon worden voor de bevoorrading van de Sovjet-Unie onder het principe van de Leen- en Pachtwet. De aldus gecreëerde Perzische Corridor was, aanvullend op de andere bevoorradingsroutes, van belang voor de overwinningen van de Sovjet-Unie tegen de asmogendheden.
In 1961 werd hij verlengd van Bandar Shah naar een nieuw eindpunt in Gorgan. Tijdens de landhervormingen van Mohammad Reza Pahlavi in 1963 als onderdeel van de Witte Revolutie werd de Trans-Iraanse Spoorweg uitgebreid om Teheran te verbinden met Mashhad, Tabriz en Isfahan.
Het oorspronkelijke traject Bandar Shahpur-Bandar Shah uit 1938 werd op 25 juli 2021 tijdens de 44e sessie van de Commissie voor het Werelderfgoed door de UNESCO werelderfgoedcomité erkend als cultureel werelderfgoed en toegevoegd aan de werelderfgoedlijst.